# Nürnberški proces
Nürnberški proces protiv najvećih ratnih zločinaca, naziv je za prvo od sveukupno 13 suđenja njemačkim nacionasocijalistima koje su organizirali Saveznici po završetku Drugog svjetskog rata.
Suđenju je predsjedavalo osam sudaca (četiri glavna i jedan zamjenik za svakog suca (SAD, SSSR, Ujedinjeno Kraljevstvo, Francuska).
Ukupno je optuženo 24 osobe po 4 točke optužnice: ratni zločini, zločini protiv čovječnosti, poticanje agresije, i poticanje ili sudjelovanje u zločinima protiv mira.

## Optuženici
1. Martin Bormann, šef Parteikanzleia i osobni tajnik Adolfa Hitlera
2. Karl Dönitz, zapovjednik podmorničke flote, admiral flote i posljednji predsjednik Trećeg Reicha
3. Hans Frank, vođa Opće Vlade u okupiranoj Poljskoj
4. Wilhelm Frick, ministar unutarnjih poslova Trećeg Reicha
5. Hans Fritzsche, novinar u ministarstvu propagande Trećeg Reicha
6. Walther Funk, ministar gospodarstva Trećeg Reicha i predsjednik Reichsbanke
7. Hermann Göring, zapovjednik Luftwaffea
8. Rudolf Heß, osobni Hitlerov tajnik i njegov zamjenik
9. Alfred Jodl, vođa operacijskog odjela oružanih snaga
10. Ernst Kaltenbrunner, General policije i predsjednik RSHA-a,
11. Wilhelm Keitel, generalfeldmaršal, načelnik glavnog stožera Oružanih snaga
12. Gustav Krupp von Bohlen und Halbach, diplomat i predsjednik tvrtke Friedrich Krupp AG. (Medicinski nesposoban za suđenje (preminuo 16. siječnja 1950.).
13. Robert Ley, čelnik njemačke fronte rada (Počinio suicid 25. listopada 1945., prije početka suđenja)
14. Konstantin von Neurath, ministar vanjskih poslova od 1932. do 1938. godine
15. Franz von Papen, vice-kancelar u vladi Adolfa Hitlera
16. Erich Raeder, zapovjednik Kriegsmarine
17. Joachim von Ribbentrop, ministar vanjskih poslova
18. Alfred Rosenberg, rasni teoretičar i ideolog
19. Fritz Sauckel, opunomoćenik nacističkog programa robovske radne snage
20. Hjalmar Schacht, predratni predsjednik Reichsbanke
21. Baldur von Schirach, zapovjednik Hitlerove mladeži
22. Arthur Seyss-Inquart, austrijski pravnik i funkcioner NSDAP
23. Albert Speer, arhitekt i ministar naoružanja
24. Julius Streicher, publicist i urednik tjednika Der Stürmer

## Suđenje
Suđenje je počelo u 19. studenoga 1945., a završilo 15. listopada 1946. godine.
Oslobođena su samo trojica (Franz von Papen, Hjalmar Schacht i Hans Fritzsche) dok su ostali osuđeni na smrtne odnosno zatvorske kazne. Robert Ley je prije početka suđenja izvršio samoubojstvo vješanjem u svojoj ćeliji.
Smrtne presude izvršene su 16. listopada 1946. godine. Osuđenici na zatvorske kazne proslijeđeni su na izdržavanje kazne u berlinski zatvor Spandau.

## Točke optužbe i presude
1. Sudjelovanje u zavjeri te izvršenje protumirovnih zločina
2. Planiranje, iniciranje i provođenje ratne agresije i drugih protumirovnih zločina
3. Ratni zločini
4. Zločin protiv čovječnosti

| Ime okrivljenika                                                              | Fotografija | Bilješke | Optužbe | Optužbe | Optužbe | Optužbe | Presuda i kazna  |
| Ime okrivljenika                                                              | Fotografija | Bilješke | 1       | 2       | 3       | 4       | Presuda i kazna  |
| ----------------------------------------------------------------------------- | ----------- | --- | ------- | ------- | ------- | ------- | ---------------- |
| Hermann Göring                                                                |             | Izvršio samoubojstvo u svojoj ćeliji dan prije izvođenja smrtne kazne. | K       | K       | K       | K       | smrt             |
| Rudolf Heß                                                                    |             | Preminuo 1987. u berlinskom zatvoru Spandau. | K       | K       | O       | O       | doživotni zatvor |
| Joachim von Ribbentrop                                                        |             | | K       | K       | K       | K       | smrt             |
| Wilhelm Keitel                                                                |             | | K       | K       | K       | K       | smrt             |
| Ernst Kaltenbrunner                                                           |             | | O       | —       | K       | K       | smrt             |
| Alfred Rosenberg                                                              |             | | K       | K       | K       | K       | smrt             |
| Hans Frank                                                                    |             | Izrazio kajanje | O       | —       | K       | K       | smrt             |
| Wilhelm Frick                                                                 |             | | O       | K       | K       | K       | smrt             |
| Julius Streicher                                                              |             | | O       | —       | —       | K       | Smrt             |
| Walther Funk                                                                  |             | Pušten zbog lošeg zdravlja 16. svibnja 1957. Preminuo 31. svibnja 1960. | O       | K       | K       | K       | doživotni zatvor |
| Hjalmar Schacht                                                               |             | Priznao kršenje Versajskog sporazuma | O       | O       | —       | —       | oslobođen        |
| Karl Dönitz                                                                   |             | Tijekom dokaznog postupka na Dönitzovom suđenju o njegovim naredbama da su podmornice prekršile Londonski pravilnik, admiral Chester Nimitz je naveo kako su i SAD izvodile neograničeno podmorničko ratovanje na Pacifiku od prvog dana njihovog ulaska u rat. Optužen je za kršenje Drugog londonskog sporazuma iz 1936. godine. Kazna mu nije dodijeljena na temelju kršenja međunarodnih zakona o podmorničkom ratovanju. | O       | K       | K       | —       | 10 godina        |
| Erich Raeder                                                                  |             | Pušten zbog lošeg zdravlja 26. rujna 1955. Preminuo 6. studenoga 1960. | K       | K       | K       | —       | doživotni zatvor |
| Baldur von Schirach                                                           |             | Izrazio kajanje | O       | —       | —       | K       | 20 godina        |
| Fritz Sauckel                                                                 |             | Branitelj: Robert Servatius | O       | O       | K       | K       | smrt             |
| Alfred Jodl                                                                   |             | Njemački sud ga je posmrtno oslobodio krivnje 1953. godine. Ista odluka je poslije revidirana, ponajviše zbog pritiska SAD-a. | K       | K       | K       | K       | smrt             |
| Franz von Papen                                                               |             | Iako oslobođen, von Papen je 1947. ponovo osuđen kao ratni zločinac od strane denacifikacijskog suda u Njemačkoj i osuđen na 8 godina teškog rada. Oslobođen je 1949, godine nakon što je odslužio 2 godine zatvora. | O       | O       | —       | —       | oslobođen        |
| Arthur Seyss Inquart                                                          |             | Izrazio kajanje | O       | K       | K       | K       | smrt             |
| Albert Speer                                                                  |             | Izrazio kajanje | O       | O       | K       | K       | 20 godina        |
| Konstantin von Neurath                                                        |             | Pušten zbog lošeg zdravlja 6. studenog 1954. godine nakon što je doživio srčani udar. Preminuo 14. kolovoza 1956. | K       | K       | K       | K       | 15 godina        |
| Hans Fritzsche                                                                |             | | O       | O       | O       | —       | oslobođen        |
| Martin Bormann                                                                |             | Osuđen u odsutnosti. Posmrtni ostaci pronađeni su 1972, godine u Berlinu. | O       | —       | K       | K       | smrt             |
| Pojašnjenje: Okrivljenici su poredani prema redu kako su navedeni u optužnici |             | |         |         |         |         |                  |

## Odluke sudaca prema okrivljenicima
| Ime okrivljenika                                                              | Fotografija | Odluke sudaca prema točkama optužnice | Odluke sudaca prema točkama optužnice | Odluke sudaca prema točkama optužnice | Odluke sudaca prema točkama optužnice | Odluke sudaca prema točkama optužnice | Odluke sudaca prema točkama optužnice | Odluke sudaca prema točkama optužnice | Odluke sudaca prema točkama optužnice | Odluke sudaca prema točkama optužnice | Odluke sudaca prema točkama optužnice | Odluke sudaca prema točkama optužnice | Odluke sudaca prema točkama optužnice | Odluke sudaca prema točkama optužnice | Odluke sudaca prema točkama optužnice | Odluke sudaca prema točkama optužnice | Odluke sudaca prema točkama optužnice | Presuda i kazna  |
| Ime okrivljenika                                                              | Fotografija | sir Geoffrey Lawrence                 | sir Geoffrey Lawrence                 | sir Geoffrey Lawrence                 | sir Geoffrey Lawrence                 | Francis Biddle                        | Francis Biddle                        | Francis Biddle                        | Francis Biddle                        | Henri Donnedieu de Vabres             | Henri Donnedieu de Vabres             | Henri Donnedieu de Vabres             | Henri Donnedieu de Vabres             | Iona Timofeevič Nikitčenko            | Iona Timofeevič Nikitčenko            | Iona Timofeevič Nikitčenko            | Iona Timofeevič Nikitčenko            | Presuda i kazna  |
| Ime okrivljenika                                                              | Fotografija | 1                                     | 2                                     | 3                                     | 4                                     | 1                                     | 2                                     | 3                                     | 4                                     | 1                                     | 2                                     | 3                                     | 4                                     | 1                                     | 2                                     | 3                                     | 4                                     | Presuda i kazna  |
| ----------------------------------------------------------------------------- | ----------- | ------------------------------------- | ------------------------------------- | ------------------------------------- | ------------------------------------- | ------------------------------------- | ------------------------------------- | ------------------------------------- | ------------------------------------- | ------------------------------------- | ------------------------------------- | ------------------------------------- | ------------------------------------- | ------------------------------------- | ------------------------------------- | ------------------------------------- | ------------------------------------- | ---------------- |
| Hermann Göring                                                                |             | K                                     | K                                     | K                                     | K                                     | K                                     | K                                     | K                                     | K                                     | K                                     | K                                     | K                                     | K                                     | K                                     | K                                     | K                                     | K                                     | smrt             |
| Rudolf Heß                                                                    |             | K                                     | K                                     | K                                     | K                                     | K                                     | K                                     | N                                     | N                                     | K                                     | K                                     | N                                     | N                                     | K                                     | K                                     | K                                     | K                                     | doživotni zatvor |
| Joachim von Ribbentrop                                                        |             | K                                     | K                                     | K                                     | K                                     | K                                     | K                                     | K                                     | K                                     | K                                     | K                                     | K                                     | K                                     | K                                     | K                                     | K                                     | K                                     | smrt             |
| Wilhelm Keitel                                                                |             | K                                     | K                                     | K                                     | K                                     | K                                     | K                                     | K                                     | K                                     | K                                     | K                                     | K                                     | K                                     | K                                     | K                                     | K                                     | K                                     | smrt             |
| Ernst Kaltenbrunner                                                           |             | K                                     | —                                     | K                                     | K                                     | N                                     | —                                     | K                                     | K                                     | N                                     | —                                     | K                                     | K                                     | K                                     | —                                     | K                                     | K                                     | smrt             |
| Alfred Rosenberg                                                              |             | K                                     | K                                     | K                                     | K                                     | K                                     | K                                     | K                                     | K                                     | K                                     | K                                     | K                                     | K                                     | K                                     | K                                     | K                                     | K                                     | smrt             |
| Hans Frank                                                                    |             | K                                     | —                                     | K                                     | K                                     | K                                     | —                                     | K                                     | K                                     | K                                     | —                                     | K                                     | K                                     | K                                     | —                                     | K                                     | K                                     | smrt             |
| Wilhelm Frick                                                                 |             | N                                     | K                                     | K                                     | K                                     | N                                     | K                                     | K                                     | K                                     | N                                     | N                                     | K                                     | K                                     | N                                     | K                                     | K                                     | K                                     | smrt             |
| Julius Streicher                                                              |             | N                                     | —                                     | —                                     | K                                     | N                                     | —                                     | —                                     | N                                     | N                                     | —                                     | —                                     | K                                     | K                                     | —                                     | —                                     | K                                     | Smrt             |
| Walther Funk                                                                  |             | N                                     | K                                     | K                                     | K                                     | N                                     | K                                     | K                                     | K                                     | N                                     | K                                     | K                                     | K                                     | N                                     | K                                     | K                                     | K                                     | doživotni zatvor |
| Hjalmar Schacht                                                               |             | N                                     | N                                     | —                                     | —                                     | N                                     | N                                     | —                                     | —                                     | K                                     | K                                     | —                                     | —                                     | K                                     | K                                     | —                                     | —                                     | oslobođen        |
| Karl Dönitz                                                                   |             | N                                     | K                                     | K                                     | —                                     | N                                     | N                                     | N                                     | —                                     | N                                     | K                                     | K                                     | —                                     | K                                     | K                                     | K                                     | —                                     | 10 godina        |
| Erich Raeder                                                                  |             | K                                     | K                                     | K                                     | —                                     | K                                     | K                                     | K                                     | —                                     | N                                     | K                                     | K                                     | —                                     | K                                     | K                                     | K                                     | —                                     | doživotni zatvor |
| Baldur von Schirach                                                           |             | N                                     | —                                     | —                                     | K                                     | N                                     | —                                     | —                                     | K                                     | N                                     | —                                     | —                                     | K                                     | K                                     | —                                     | —                                     | K                                     | 20 godina        |
| Fritz Sauckel                                                                 |             | N                                     | N                                     | K                                     | K                                     | N                                     | N                                     | K                                     | K                                     | N                                     | N                                     | K                                     | K                                     | K                                     | K                                     | K                                     | K                                     | smrt             |
| Alfred Jodl                                                                   |             | K                                     | K                                     | K                                     | K                                     | K                                     | K                                     | K                                     | K                                     | K                                     | K                                     | K                                     | K                                     | K                                     | K                                     | K                                     | K                                     | smrt             |
| Franz von Papen                                                               |             | N                                     | N                                     | —                                     | —                                     | N                                     | N                                     | —                                     | —                                     | K                                     | K                                     | —                                     | —                                     | K                                     | K                                     | —                                     | —                                     | oslobođen        |
| Arthur Seyss Inquart                                                          |             | N                                     | K                                     | K                                     | K                                     | N                                     | K                                     | K                                     | K                                     | N                                     | K                                     | K                                     | K                                     | N                                     | K                                     | K                                     | K                                     | smrt             |
| Albert Speer                                                                  |             | N                                     | N                                     | K                                     | K                                     | N                                     | N                                     | K                                     | K                                     | N                                     | N                                     | K                                     | K                                     | K                                     | K                                     | K                                     | K                                     | 20 godina        |
| Konstantin von Neurath                                                        |             | K                                     | K                                     | K                                     | K                                     | K                                     | K                                     | K                                     | K                                     | K                                     | K                                     | K                                     | K                                     | K                                     | K                                     | K                                     | K                                     | 15 godina        |
| Hans Fritzsche                                                                |             | N                                     | —                                     | N                                     | N                                     | N                                     | —                                     | N                                     | N                                     | N                                     | —                                     | N                                     | N                                     | K                                     | —                                     | K                                     | K                                     | oslobođen        |
| Martin Bormann                                                                |             | N                                     | —                                     | K                                     | K                                     | N                                     | —                                     | K                                     | K                                     | N                                     | —                                     | K                                     | K                                     | N                                     | —                                     | K                                     | K                                     | smrt             |
| Pojašnjenje: Okrivljenici su poredani prema redu kako su navedeni u optužnici |             |                                       |                                       |                                       |                                       |                                       |                                       |                                       |                                       |                                       |                                       |                                       |                                       |                                       |                                       |                                       |                                       |                  |

## Zanimljivosti
Prije početka suđenja optuženici su bili podvrgnuti Rorschachovom testu mrlja kao i testu tematske apercepije. Svima je utvrđena iznadprosječna, a nekima i vrlo visoka inteligencija.
| Ime                     | IQ  |
| ----------------------- | --- |
| Dönitz, Karl            | 138 |
| Frank, Hans             | 130 |
| Frick, Wilhelm          | 124 |
| Fritzsche, Hans         | 130 |
| Funk, Walther           | 124 |
| Göring, Hermann         | 138 |
| Hess, Rudolf            | 120 |
| Jodl, Alfred            | 127 |
| Kaltenbrunner, Ernst    | 113 |
| Keitel, Wilhelm         | 129 |
| Neurath, Konstantin von | 125 |
| Papen, Franz von        | 134 |
| Raeder, Erich           | 134 |
| Ribbentrop, Joachim von | 129 |
| Rosenberg, Alfred       | 127 |
| Sauckel, Fritz          | 118 |
| Schacht, Hjalmar        | 143 |
| Schirach, Baldur von    | 130 |
| Seyss-Inquart, Arthur   | 141 |
| Speer, Albert           | 128 |
| Streicher, Julius       | 106 |

## Galerija
- Sudska dvorana (1946)
- S lijeva na desno (prvi red): Hermann Göring, Joachim von Ribbentrop, Wilhelm Keitel (1946).
- Optuženici (1946)
- Hermann Göring, Karl Dönitz Walther Funk, Baldur von Schirach i Alfred Rosenberg u zatvorskoj kantini (1946)
- Zatvorske ćelije (1946)

## Više informacija
- de Villemarest, Pierre, Untouchable - Who protected Bormann & Gestapo Müller after 1945..., Aquilion, 2005, ISBN 1-904997-02-3
- Gilbert, G.M., Nuremberg Diary, Da Capo Press, 1995, ISBN 0-306-80661-4
- Persico, Joseph E., Nuremberg: Infamy on Trial, Penguin Books, 1994, ISBN 0-14-016622-X
- Taylor, Telford, The Anatomy of the Nuremberg Trials: A Personal Memoir, Skyhorse, 1992, ISBN 1620877880

## Vanjske poveznice
- Official page of the Nuremberg City Museum  Arhivirana inačica izvorne stranice od 9. kolovoza 2020. (Wayback Machine)
- Nuremberg Trials Project: A digital document collection Harvard Law School Library

|  | Zajednički poslužitelj ima stranicu o temi Nürnberški proces    |
|  | Zajednički poslužitelj ima još gradiva o temi Nürnberški proces |